# Jemma Lowe
Jemma Louise Lowe (* 31. März 1990 in Hartlepool, Vereinigtes Königreich) ist eine britische Schmetterlingsschwimmerin.

## Werdegang
Lowe hat das Vereinigte Königreich über 100 und 200 m Schmetterling bei den Olympischen Sommerspielen 2008 in Peking vertreten. Sie erreichte über die 100 Meter Schmetterling den sechsten und über 200 Meter Schmetterling den neunten Endrang. Mit der britischen 4 × 100-m-Lagenstaffel belegte sie den vierten Platz.

## Rekorde
| Europarekorde (2)                                              | Europarekorde (2) | Europarekorde (2) | Europarekorde (2) |
| -------------------------------------------------------------- | ----------------- | ----------------- | ----------------- |
| 4 × 100 m Lagen (mit Haywood, Simmonds und Halsall)            | 03:59,33 min      | 24. März 2008     | Eindhoven         |
| 4 × 100 m Lagen (Kurzbahn) (mit Haywood, Simmonds und Halsall) | 03:53,02 min      | 11. April 2008    | Manchester        |
| (Stand: 3. August 2008)                                        |                   |                   |                   |